# 双脊荠属
双脊荠属（学名：Dilophia）是十字花科下的一个属，为一年生或多年生小草本植物。该属共有约5种，分布在中亚及喜马拉雅。

## 下属物种
- 无苞双脊荠 Dilophia ebracteata Maxim.
- 盐泽双脊荠 Dilophia salsa Thomson